# 藤井まゆみ
藤井 まゆみ（ふじい まゆみ、1972年9月3日 - ）は、日本の元モデル、タレント、映画コメンテーター。
東京都生まれ、神奈川県横浜市出身。サンタモニカ大学芸術学部卒業、「ザ ラリーモススタジオ」出身。血液型はA型。

## 略歴
2010年、雑誌「美STORY（現：美ST）」の、第1回『国民的美魔女コンテスト』にて、たかの友梨より”美肌魔女賞”を受賞。以降、美魔女の活動の傍ら本業である広告関連のモデルとして活動中。アメリカ映画業界の留学経験と映画好きを生かし、映画コメンテーターまたは、映画ライターの肩書きもある。
モデルとしての所属事務所はヒラタオフィス→アンフラマンスを経て、オスカープロモーションに移籍したのち引退 。

## 人物・エピソード
- 10年前、モデル事務所のスカウトがきっかけでモデル活動を本格的に始める。数年後、『モデルではなく、映画評論をやりたい』という目的があり事務所を退社。映画関連PRの企画などにフリーランスで参加し、"映画ライター”としての経歴をスタートさせる。
- 『第一回国民的美魔女コンテスト』は、本人の知り合いが推薦応募。過去最高記録の応募総数2500人のうち、当時20人で結成された『TEAM美魔女』のメンバーとなる[3]。当コンテストのスポンサー賞を受賞後、”初代美肌魔女”と呼ばれ美容や化粧品関連の商品の仕事を多くこなしている[4]。
- 2011年に発売された美ST企画のEDWIN×美魔女デニムパンツ、ウエストチェーンのアクセサリーなどのタイアップでモデルをつとめる。本人のデザインやアイデアが一部使用されている。
- 1994年−2000年 ロサンゼルスに留学、大学では舞台を専攻。映画、TV、PVなどを中心にカメオ出演でハリウッド業界で働いた経験をもつ[1]。
- 大の映画好きであり、 キネマ旬報社の映画検定3級を持っている。
- 音楽好きで、DJとしても廻すことがある。
- 週刊誌でビキニ姿のグラビアを披露[5]。これがきっかけで、2012年10月22日付けYahoo!検索ワード 急上昇ワード、 Yahoo!トピックスで話題となる。
- 性格は、見た目とのギャップに驚かれるほど男っぽく面白い。実際にお笑い芸人『ものいい』の吉田サラダと長電話をするほど大の仲良しである。
- 現在は独身[4]。結婚しない理由は、『長い海外生活が原因で、人に頼らず自分でなんでも解決してしまう。縛られるのを嫌う自由人だから。』と本人は語っている。
- 2011年・2012年に２度「Oh!どや顔サミット」に出演。"芸能人にナンパされたことがあるか？"という問いに、『某ハリウッドスターと交際していた』と暴露。当時、相当な反響があった。
- 解約・再開を繰り返したTwitterアカウントは、以前のフォロワー2500人に対し現在250人(2015年1月現在)。
- 2014年から美魔女グランプリ草間よしえとコラボでプロデュースのBEGENE(ビージーン）という洋服を作っている。株式会社オンワードと共同である。
- アメブロでは映画の批評を行っている。

## 出演作品

### 雑誌
- 美ST（2010年-、美魔女として）- 2011年1月16日発売『美STORY』３月号TEAM美魔女メンバーとして表紙を飾る。
- 週刊ポスト（2012年10月、2014年2月） - ビキニ姿でグラビアを披露[4]。

### CM
- ネスレ日本「珈琲生豆茶」（2011年 - ）
- フォーマル・クライン（2013年 - ）
- 美サロ（2015年 - ）

### PV
- ジョナサン・ウォン 「君は薔薇より美しい」（2011年）

### TV
- 2011年 - 『ぷっ』すま（テレビ朝日）
- 2011年・2012年 - Oh!どや顔サミット（朝日放送）
- 2012年 - 中居正広の金曜日のスマたちへ（TBSテレビ）
- 2013年 - ショップチャンネル
- 2013年 - ガチンコピース（関西テレビ）

### その他
- 2010年 - 映画「トイレット」特派員レポーター
- 2010年 - 映画「食べて、祈って、恋をして」現地メディア レポーター
- 2010年 - 「第二回沖縄国際映画祭」審査員プレゼンター
- 映画総合サイト「シネマカラーズ」映画コラムの連載を担当（2013年 - ）
- フリーペーパー「VANITY MIX」藤井まゆみの魔ジカルCINEMA（2015年 - ）

## 受賞歴
- 第1回「国民的美魔女コンテスト」美肌魔女賞